# Super Monkey's
Super Monkey's (en japonais : スパモンキズ), étaient un groupe de chant et de danse pop japonais qui a donné naissance à la carrière de Namie Amuro et de certains membres du groupe de filles MAX. Le groupe a été actif entre 1991 et 1996.

## Histoire
Super Monkey's (1992-1993)
Le groupe est formé en 1992 à l'école d'artistes Okinawa Actors School, mené par Anna Makino, qui sortit deux singles en solo en 1987 et enseigne depuis à l'école, entourée de quatre de ses élèves : Namie Amuro, la chanteuse principale, et les autres danseuses et choristes Minako Ameku (future Mina), Nanako Takushi (future Nana), et Hisako Arakaki. Un premier single avec deux "faces A" sort en septembre 1992 sous le label Toshiba EMI, Koi no Cute Beat / Mister U.S.A., et le groupe s'installe à Tokyo. Anna Makino quitte le groupe en décembre 1992 pour devenir professeur principale de l'école, et est remplacée par Rino Nakasone (homonyme de Rino Nakasone-Razalan).
Super Monkey's 4 (1993-1994)
Mais Rino Nakasone, malade, part à son tour peu-après, sans avoir rien produit avec le groupe. Celui-ci continue à quatre, changeant son nom en Super Monkey's 4 (スーパーモンキーズ4, SUPER MONKEY'S 4), et sort deux singles en 1993, Dancing Junk et Aishite Muscat. La chanson Rainbow Moon, face B du premier d'entre eux, est attribuée à la seule Namie Amuro, qui commence à apparaitre dans des publicités, des drama et des émissions télévisées.
Namie Amuro with Super Monkey's (1994-1995)
Pour surfer sur sa notoriété naissante, le groupe est renommé Namie Amuro with Super Monkey's (安室奈美恵withスーパーモンキーズ, Amuro Namie with SUPER MONKEY'S) en 1994, sortant deux autres singles. Le premier, Paradise Train, est un échec, et Hisako Arakaki quitte le groupe peu après pour travailler avec Anna Makino à l'école, remplacée par deux nouveaux membres, Reina Miyauchi (Reina) et Ritsuko Matsuda (Lina). Mais le deuxième, Try Me ~Watashi wo Shinjite~, une reprise de Try Me de Lolita, produit par Max Matsuura, est un succès qui entre dans le top 10 début 1995.
Namie Amuro (1995)
Matsuura produit encore deux derniers singles en 1995 pour Toshiba EMI, qui sortent tous deux sous le seul nom Namie Amuro (安室奈美恵, Amuro Namie), les Super Monkey's restant son "backing band" officiel. Les quatre danseuses forment d'ailleurs leur propre groupe MAX sous l'égide de Matsuura, sortant leur premier single sur le label avex trax, tout en continuant à accompagner Namie Amuro. En 1995, Toshiba EMI sort un premier album sous le seul nom de Namie Amuro, Dance Tracks Vol.1, contenant des inédits et des versions remixées des titres sortis en singles avec les Super Monkey's. Peu après, Namie Amuro signe à son tour chez avex trax. Les membres de MAX continue à danser avec elle sur ses deux premiers singles en solo pour avex fin 1995, puis se consacrent à leur propre carrière.
Post séparation
Namie Amuro connait rapidement un énorme succès sous l'égide de son nouveau producteur Tetsuya Komuro, devenant un modèle pour la jeunesse nippone. Surfant sur son succès avec avex, Toshiba EMI sort une nouvelle compilation sous le nom Namie Amuro with Super Monkey's en 1996, Original Tracks Vol.1, reprenant cette fois tous les titres sortis en singles avec les Super Monkey's dans leur version originale. MAX rencontre également un grand succès de son côté, du moins jusqu'en 2001.

En 2006, Anna Makino, Hisako Arakaki et Minako Ameku (désormais "Minako Inoue", alors en congé de MAX) participent à une reformation ponctuelle des Super Monkey's d'origine lors d'un concert de Namie Amuro, devenue depuis l'une des artistes R&B et pop japonaises de référence ; seule Nanako Takushi ne participe pas à la réunion, alors occupée avec MAX.

## Membres
- Namie Amuro (安室奈美恵, Amuro Namie?, née le 20 septembre 1977)
- Nanako Takushi (沢詩奈々子, Takushi Nanako?, née le 25 mars 1976), alias Nana
- Minako Ameku (天久美奈子, Ameku Minako?, née le 29 décembre 1977), alias Mina, future Minako Inoue (井上美奈子, Inoue Minako?)
- Reina Miyauchi (宮内玲奈, Miyauchi Reina?, née le 6 janvier 1978), alias Reina (en 1995)
- Ritsuko Matsuda (松田律子, Matsuda Ritsuko?, née le 26 février 1977), alias Lina (en 1995)

Ex-membres
- Anna Makino (牧野アンナ, Makino Anna?, née le 4 décembre 1971) (en 1992)
- Rino Nakasone (仲宗根梨乃, Nakasone Rino?, née le 25 juillet 1977) (en 1993)
- Hisako Arakaki (新垣寿子, Arakaki Hisako?, née le 8 août 1977) (de 1992 à 1994)

## Formations
Super Monkey's
- 1992 : Namie Amuro, Nanako Takushi, Minako Ameku, Hisako Arakaki, Anna Makino
- 1993 : Namie Amuro, Nanako Takushi, Minako Ameku, Hisako Arakaki, Rino Nakasone

Super Monkey's 4 / Namie Amuro with Super Monkey's (1994)
- 1993-1994 : Namie Amuro, Nanako Takushi, Minako Ameku, Hisako Arakaki

Namie Amuro with Super Monkey's (1995) / Namie Amuro (1995)
- 1995 : Namie Amuro, Nanako Takushi, Minako Ameku, Reina Miyauchi, Ritsuko Matsuda

## Discographie

### Singles
Super Monkey's
- 16/09/92 : Koi no Cute Beat / Mister U.S.A.

Super Monkey's 4
- 26/05/93 : Dancing Junk
- 05/11/93 : Aishite Muscat

Namie Amuro with Super Monkey's
- 20/07/94 : Paradise Train
- 25/01/95 : Try Me ~Watashi wo Shinjite~

Namie Amuro (& Super Monkey's)
- 26/04/95 : Taiyo no Season
- 24/07/95 : Stop the Music

Namie Amuro (& MAX)
- 25/10/95 : Body Feels Exit
- 04/12/95 : Chase the Chance

### Albums
Namie Amuro (& Super Monkey's)
- 16 octobre 1995 : Dance Tracks Vol.1 (remixes des singles sortis avec les Super Monkey's)

Namie Amuro with Super Monkey's
- 20 septembre 1996 : Original Tracks Vol.1 (compilation des singles avec les Super Monkey's)